# Chroły (rejon postawski)
Chroły (biał. Хралы; ros. Хролы) – wieś na Białorusi, w obwodzie witebskim, w rejonie postawskim, w sielsowiecie Woropajewo.

## Historia
W czasach zaborów wieś w granicach Imperium Rosyjskiego.
W dwudziestoleciu międzywojennym wieś leżał w Polsce, w województwie wileńskim, w powiecie duniłowickim (od 1926 postawskim), w gminie Łuczaj.
Według Powszechnego Spisu Ludności z 1921 roku zamieszkiwały tu 162 osoby, 149 były wyznania rzymskokatolickiego, a 13 prawosławnego. Jednocześnie 123 mieszkańców zadeklarowało polską przynależność narodową, 38 białoruską, a 1 litewską. Były tu 32 budynki mieszkalne. W 1931 w 29 domach zamieszkiwało 168 osób.
Miejscowość należała do parafii prawosławnej w Duniłowiczach. Podlegała pod Sąd Grodzki w Postawach i Okręgowy w Wilnie; właściwy urząd pocztowy mieścił się w m. Łuczaj.
W 1938 roku miejscowość należała do gromady Ciuńce gminy Łuczaj.